# Inline brusle

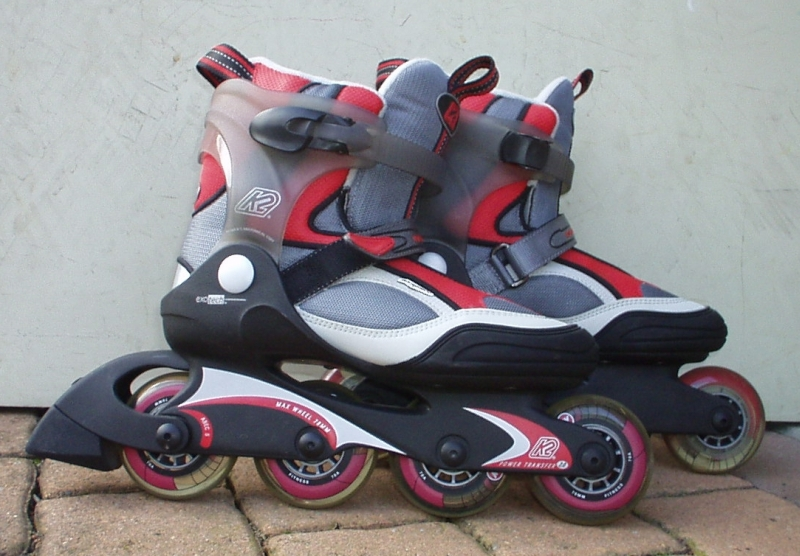
Fitness brusle

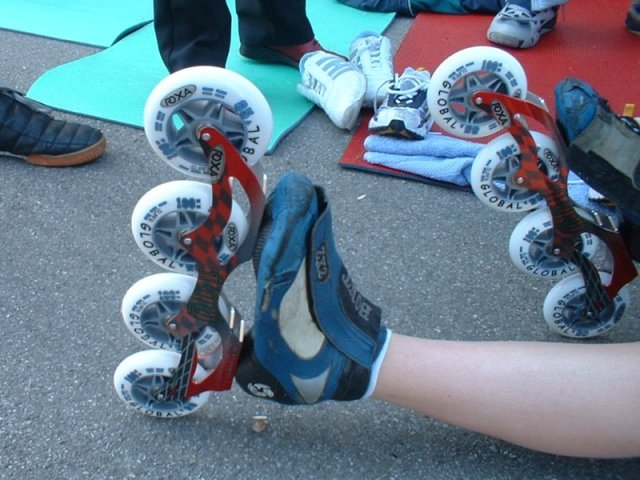
Závodní inline brusle

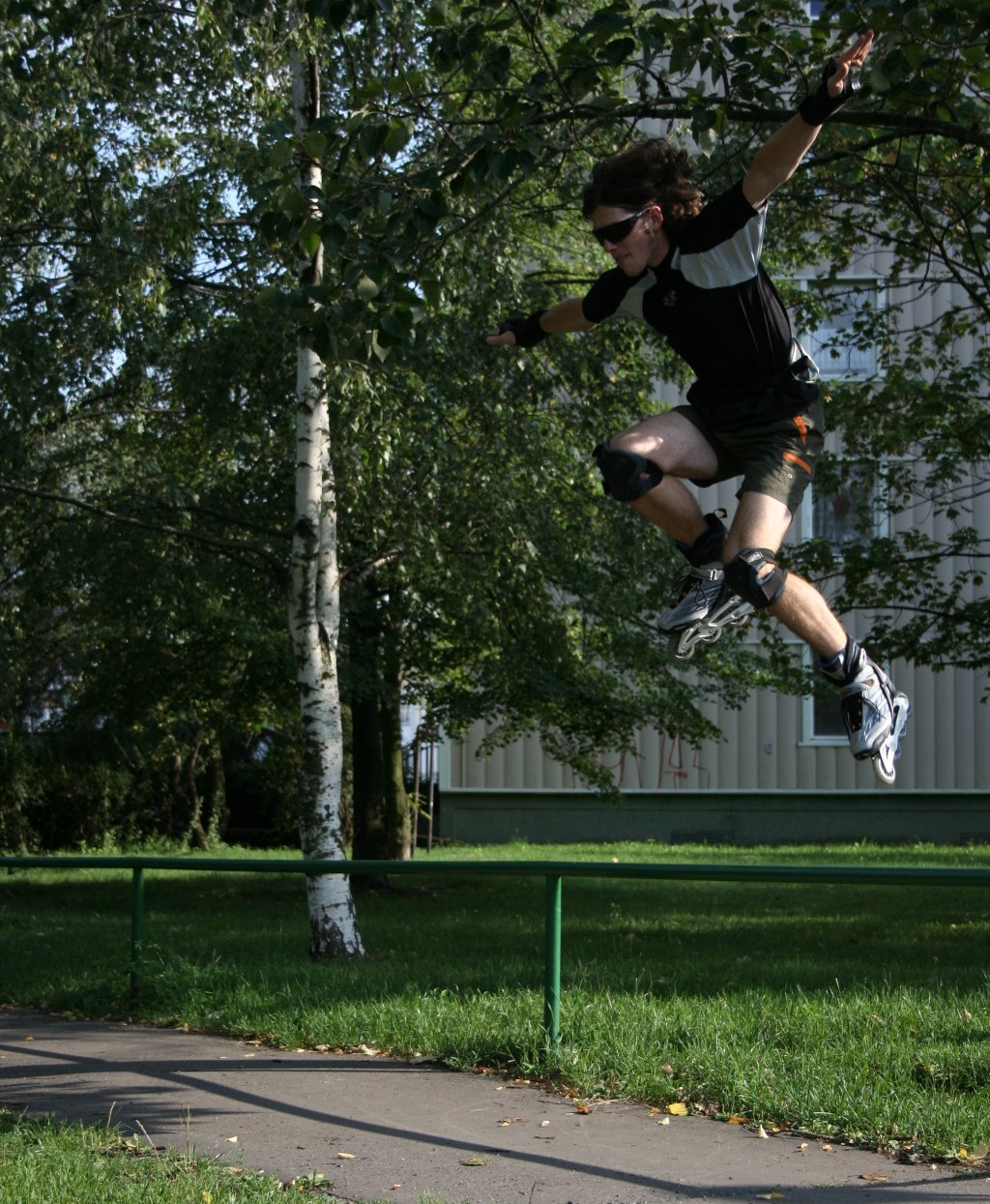
Inline freestyler

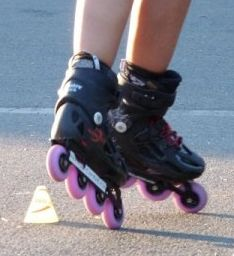
Freestyle brusle

Inline brusle jsou kolečkové brusle, které mají kolečka umístěná v jedné řadě za sebou. Samotná brusle se skládá z boty, rámu, koleček a ložisek. Tyto části se liší podle způsobu použití bruslí.
Inline bruslení je mladý sport, rozšířený po celém světě, který se člení do několika kategorií. Každá kategorie používá specifický typ brusle.
Kondiční variantě (fitness) se věnuje stále více lidí. Stále více zájemců si získává i inline rychlobruslení. Závody se konají v mnoha variantách a délkách (od 200m po maratony a dálkové závody), a to jak na dráze, tak na silnici. Ve skateparcích dovádějí odvážní vyznavači aggressive bruslení na různých umělých překážkách. V Evropě jsou též rozšířené inline jízdy městy, například Paříž, Berlín, Londýn, Bratislava atd. V České republice je největší obdobnou akcí pravidelné noční bruslení v Opavě – Blade Nights, která se koná každou sobotu od května do září. Průměrný počet účastníků na této akci, která probíhá v ulicích města při zastavené dopravě, bývá okolo pěti set.

## Typy podle dle zaměření
- rychlobruslení; Brusle jsou typické nízkou botou která umožňuje plně využít potenciál. Jedná se o tvrdé boty podobné cyklistickým tretrám. Většinou je botu zapotřebí individuálně dotvarovat. Poté není problém v bruslích strávit i několik hodin a najet přes 100 km. Skelet boty je vyráběn z plastu, či kompozitních materiálů, od sklo-laminátu po uhlíková vlákna. Základní skelety jsou bez možnosti tvarování na nohu. Skelety z karbonové tkaniny a nebo její směsi bývají dodatečně individuálně tvarovatelné přímo na nohu závodníka. Nejvyšší modely lze vyrábět přímo na zakázku a zde se dělá odlití nohy nebo se noha oskenuje – BONT. Vnitřek boty je zpravidla vyráběn z kůže. Na botu je připevněn dlouhý rám (též frame, či šasi). Jako materiál se používá slitin hliníku řady 6000 používaných v automobilovém průmyslu nebo kvalitnější řady 7000 používaném v leteckém průmyslu[1], či karbon. Rámy je možné vzhledem k botě posouvat hlavně do stran a správně tak nastavit usazení pod těžiště. Rámy se liší délkou – od 11,6 do 13,3 palců, výškou a možností osazení koleček. Nejpoužívanější rámy jsou pro 4 kolečka do velikosti 110, ale dnes špička jezdí na kolečkách velikosti 125 mm – 3 × 125. Dětské rámy mají kolečka 80–100 mm, případně pouze 3 kolečka velikosti 100–110 mm. Běhouny koleček jsou vyráběny z jedné či více vrstev polyurethanu, polymeru, který má vzhledem k pevnosti a zároveň lehkosti, ideální jízdní vlastnosti. Středy jsou z plastu a nyní se ve velikosti 125 začaly vyrábět i hliníkové středy.[2] Na začátku 21. století se používalo 5 koleček menší velikosti, zpravidla 80–84 mm. V případě delších závodů (24 hodin Le Mans na bruslích) se v kategorii jednotlivců často používají takzvané marathon brusle (také přezdívané maratonky), což je rychlobrusle s mírně zvýšeným kotníkem a více polstrovaná, která částečně omezuje závodní techniku, na druhou stranu zvyšuje komfort závodníků a umožňuje tak absolvovat i přes 400 km za 24 hodin.
- fitness; Rekreační a fitness kategorie v současnosti splývají. Jedná se především o pohodlné brusle na kondiční jízdu. Někteří výrobci již používají velká kolečka i v této kategorii, což je výhodné pro překonávání drobných nerovností. Brusle je vybavena patní brzdou.
- hokejové; Tyto brusle vycházejí ze své lední varianty, kolečka jsou menší, často mají tzv. "rockering" (česky houpací rám) který umožňuje rychlé změny směru.
- freestyle; Tyto brusle jsou typické krátkým rámem a menšími kolečky. Brusle se používá pro slalom a ježdění v městské zástavbě.
- agresivní; Brusle jsou vhodné na skákání a provádění různých akrobatických triků na překážkách ve skateparku, rampě, nebo na tom co nabízí městská výstavba. Brusle se poznají se podle nízkého odolného rámu a menšího průměru koleček. Nízký rám z odolného plastu umožňuje nejčastěji zástavbu dvou až čtyř koleček. Rám je zesílený aby vydržel namáhání při dopadu a odírání o překážky. Ve středu je tvarovaný pro lepší klouzání po zábradlí. Kolečka malého průměru od 55 mm do 64 mm vyšší tvrdosti a tupého profilu. Vnitřní pár bývá nahrazen někdy kolečky menšího profilu a jiného tvrdšího plastového materiálu. Nižší bota, celoplastové konstrukce s vnitřní měkkou vložkou, nebo měkká bota opatřená jen zesílením v oblasti kotníku a špičky. Bota je opatřená zesílením v místech, kde hrozí prodření o překážky. Vázání je používáno jak na tkaničky, nebo v kombinaci s přezkou. Součástí vybavení bruslí pro agressiv-inline bývá grindplate a soulplate. Což jsou výměnné ochranné součásti boty a rámu lépe umožňující provádět triky, které spočívání v nějak provedeném skluzu po překážce. Kterou může být zábradlí , nebo hrana nějaké překážky.
- speciální; Do této kategorie se řadí ostatní brusle pro méně rozšířené disciplíny jako sjezd, alpine slalom a další. Brusle na inline slalom mají delší rám, na kterém je připevněno 5 menších koleček velikosti 80–84 mm, bota je vyšší, podobná botám na sjezd, má několik přezek pro maximální pevnost.